# Tyson Wheeler
Pour les articles homonymes, voir Wheeler.
Tyson Wheeler, né le 8 octobre 1975 à New Britain dans le Connecticut, est un ancien joueur américain de basket-ball. Il évolue au poste de meneur.